# نجع جزيرة قاو
قرية نجع جزيرة قاو هي إحدى القرى التابعة لمركز البداري في محافظة أسيوط في جمهورية مصر العربية. حسب إحصاءات سنة 2006، بلغ إجمالي السكان في نجع جزيرة قاو 6248 نسمة، منهم 3227 رجل و3021 امرأة.